# Ектор Пулідо
Ектор Пулідо (ісп. Héctor Pulido, 20 грудня 1942, Мічоакан — 18 лютого 2022) — мексиканський футболіст, що грав на позиції центрального півзахисника за «Крус Асуль», а також національну збірну Мексики.

## Клубна кар'єра
У дорослому футболі дебютував 1963 року виступами за команду «Крус Асуль», у складі якої протягом наступних чотирнадцяти сезонів п'ять разів ставав чемпіоном Мексики, ставав володарем Кубка Мексики, Суперкубка Мексики (двічі), а також тричі здобував Кубок чемпіонів КОНКАКАФ.
Завершив ігрову кар'єру у команді «Халіско», за яку виступав протягом 1977—1979 років.

## Виступи за збірну
1967 року дебютував в офіційних матчах у складі національної збірної Мексики.
У складі збірної був учасником футбольного турніру на Олімпіаді-1968 та домашнього для мексиканців чемпіонату світу 1970 року, на якому господарі припинили боротьбу на стадії чвертьфіналів. Сам Пулідо виходив на поле у трьох з чотирьох ігор Мексики на мундіалі.
Загалом протягом семирічної кар'єри у національній команді провів у її формі 43 матчі, забивши 6 голів.

## Титули і досягнення
- Чемпіон Мексики (5):

«Крус Асуль»: 1968-1969, 1970, 1971-1972, 1972-1973, 1973-1974
- Володар Кубка Мексики (1):

«Крус Асуль»: 1969
- Володар Суперкубка Мексики (2):

«Крус Асуль»: 1969, 1974
- Володар Кубка чемпіонів КОНКАКАФ (3):

«Крус Асуль»: 1969, 1970, 1971
- Переможець Панамериканських ігор: 1967
- Срібний призер Чемпіонату націй КОНКАКАФ: 1967
- Бронзовий призер Чемпіонату націй КОНКАКАФ: 1973